# جیک رایان
جیک رایان (انگلیسی: Jake Ryan؛ زادهٔ ۲۷ فوریهٔ ۱۹۹۲) بازیکن فوتبال آمریکایی اهل ایالات متحده آمریکا است.